# サンクス東海
サンクス東海株式会社（サンクスとうかい、英: Sunkustokai co.,ltd.）は、愛知県豊橋市に本社を置き、愛知県三河地方および静岡県遠州地方においてコンビニエンスストア「サンクス」のエリアフランチャイズ事業をおこなっていた企業である。

## 概要
豊橋市に本社を、浜松市に支店を置く、酒類卸業で文政年間創業の「株式会社川清商店」が、当時の株式会社サンクスとエリア・フランチャイズの契約を目的に、カワセイグループの関連会社「サンクス東海株式会社」を設立。
サンクスのエリアフランチャイズ企業として店舗経営・管理・運営指導を行っていた。2014年（平成26年）4月末日時点の店舗数は122店舗。
サークルK・サンクスにおいては、地元資本によるエリアフランチャイズの完全子会社化（うち、サークルKサンクス本体への吸収合併実施のエリアFC会社あり）や契約満了による同業他社への鞍替えが相次ぐ中、2016年7月時点で、同社としては唯一最後まで残った、サークルK・サンクスの地元資本によるエリアフランチャイザーとなっていた。

## 沿革
- 1989年（平成元年）
  - 8月1日 - サンクス東海株式会社設立。
  - 9月6日 - 株式会社サンクスとエリアフランチャイズ契約締結。
  - 11月3日 - 豊橋市西小鷹野に1号店「もぐら沢店」開店。
- 1991年（平成3年） - 浜松地区1号店「本沢合店」開店。
- 1992年（平成4年） - 岡崎地区1号店「岡崎伊賀店」開店。
- 1993年（平成5年） - 浜松市に浜松事務所開設。
- 2005年（平成17年）12月 - 岡崎市に岡崎事務所開設。
- 2011年（平成23年）10月 - 初のエリア外出店として、三重県津市に「津インクル店」開店。
- 2016年（平成28年）8月1日 - コンビニエンスストア事業（108店舗）を吸収分割方式により株式会社サークルKサンクスに譲渡[3]。

## かつて存在した事業所
- 本社（愛知県豊橋市）
- 浜松事務所（浜松市中区 (現：中央区))
- 岡崎事務所（愛知県岡崎市）